# Mons Meg
Mons Meg (укр. «Монс Мег») — важка бомбарда, одне з небагатьох збережених кованих гармат XV століття. Походження зброї спірне, хоча, найімовірніше, гармата була виготовлена за наказом Філіпа III Доброго, герцога Бургундського, в 1449 році, і через 8 років піднесена ним у дар королю Шотландії Якову II. Маючи калібр 520 мм, «Монс Мег» входить у число найбільших у світі знарядь, які використовують кам'яні ядра. Нині знаходиться в Единбурзькому замку (Единбург, Шотландія).